# Hieronymus Sillem (Ratsherr)

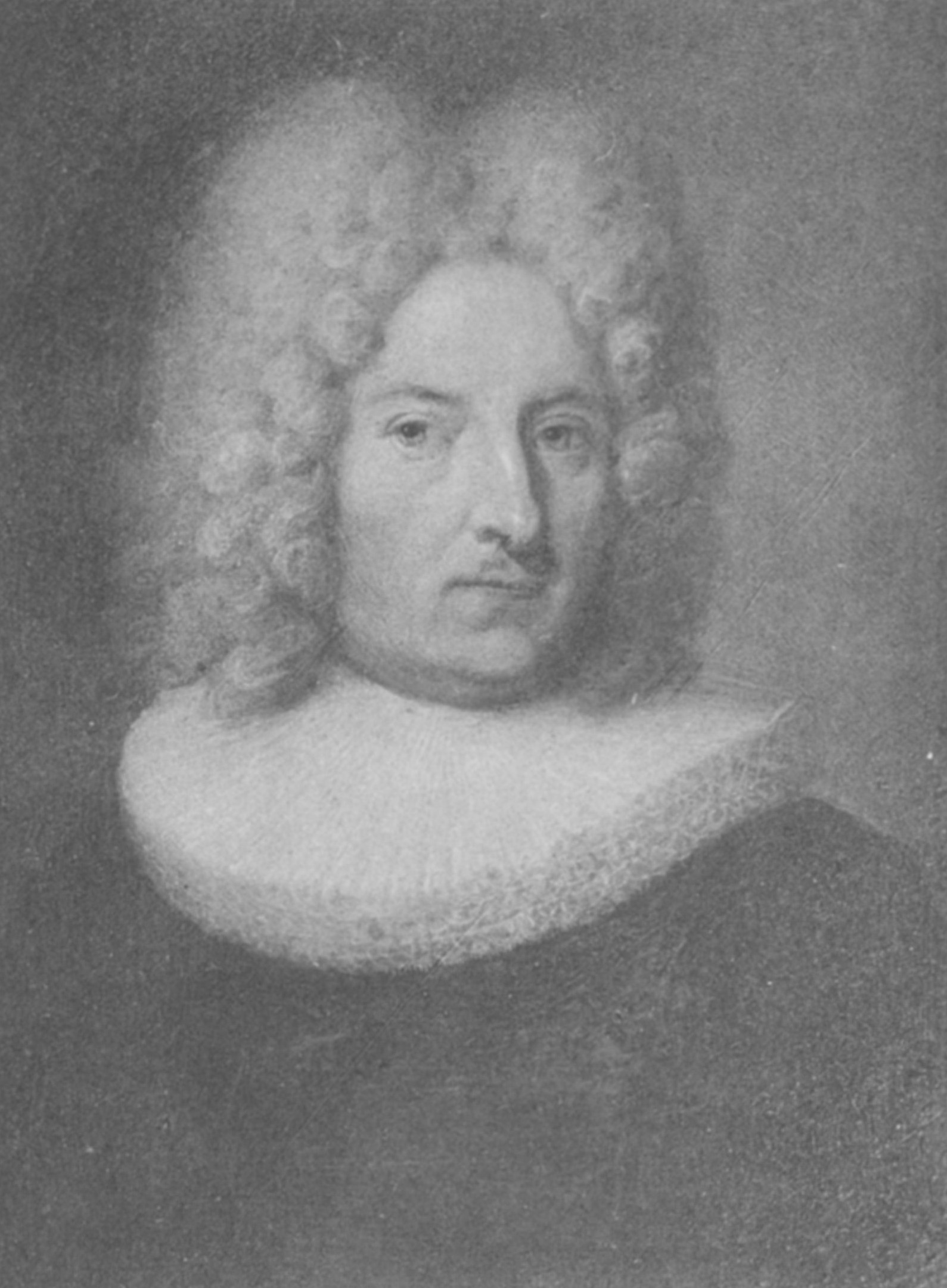
Hieronymus Sillem

Hieronymus Sillem (* 7. Februar 1648 in Hamburg; † 10. November 1710 ebenda) war ein Hamburger Ratsherr. 

## Herkunft und Familie
Er war das siebte Kind des Hamburger Kaufmanns und Oberalten im Kirchspiel Sankt Petri Hinrich Sillem (1599–1662) mit dessen zweiter Frau Katharina Colin (1618–1691).
Er heiratete Margaretha Langenbeck, die Tochter des Ratsherrn Garleff Langenbeck (1597–1662). 1676 wurde ihr Sohn Garlieb Sillem geboren. Tochter Catharina Sillem (1674–1706) heiratete den dänischen Kanzleirat Peter Rentzel (1672–1722). Die Tochter Margaretha Sillem (1683–1746) heiratete 1706 den Kirchenhistoriker Nicolaus Staphorst (1679–1731). Seiner Gattins Schwester, Anna Maria († 1671) heiratete 1670 den späteren Bürgermeister Heinrich Meurer.
Seine Schwester Cäcilia († 1681) heiratete Hieronymus Snitger (1648–1686). Eine andere Schwester, Helena († 1692), heiratete 1688 den Bürgermeister Joachim Lemmermann (1622–1704), einen der rücksichtslosesten Gegner Snitgers.

## Leben und Schaffen
Am 10. Mai 1690 wurde Sillem zum Ratsherrn gewählt.
Im Oktober 1686 wurden Snitger und Cord Jastram hingerichtet. Der Lizenziat der Rechte Nicolaus Sillem (1649–1721) wurde als Mitschuldiger Snitgers mit zehnjähriger Verbannung und hoher Geldbuße bestraft.
Hieronymus Sillem hatte als Prätor auf Befehl des Rats den Bürger Martin Reese wegen eines Münzvergehens verhaften lassen. Daraufhin wurde er 1696 von der Hamburger Bürgerschaft als Ratsherr abgesetzt. Die Schritte des Rats zu seiner Wiedereinsetzung waren vergeblich. Erst 1709 wurde Sillem durch die kaiserliche Kommission rehabilitiert.
Der Gerichtsvogt August Wygand (1657–1709) beschuldigte seine Gattin, seinen Frohnknecht vergiftet zu haben.